# Libnotes (Libnotes) pilulifera
Libnotes (Libnotes) pilulifera is een tweevleugelige uit de familie steltmuggen (Limoniidae). De soort komt voor in het Oriëntaals gebied.